# Эми Дейли
Эми Дейли (англ. Amy Daly) настоящее имя Этена Дель Росарио (Aethéna Del Rosario, род. 22 августа 1982 года, Лос-Анджелес) — американская транссексуальная порноактриса, лауреатка премий Tranny Awards и NightMoves Award.

## Биография
Родилась 22 августа 1982 года в Лос-Анджелесе. Дебютировала в порноиндустрии в 2010 году, в возрасте около 28 лет.
Снималась для таких студий, как Devil’s Film, Exquisite, Evil Angel, Third World Media, Pulse Distribution и других.
В 2013 году получила NightMoves Award в категории «лучший транссексуальный исполнитель» по версии редакции.
В 2013 году сыграла в фильме ужасов «Запрещённая реальность».
Ушла из индустрии в 2014 году, снявшись в 30 фильмах.

## Награды и номинации
AVN Awards
- 2011 номинация: транссексуальный исполнитель года
- 2012 номинация: транссексуальный исполнитель года
- 2013 номинация: лучшая транссексуальная сцена, Rogue Adventures 37[4] (2011)
- 2013 номинация: транссексуальный исполнитель года

NightMoves Award (выбор редакции)
- 2012 номинация: лучший транссексуальный исполнитель
- 2013 победа: лучший транссексуальный исполнитель
- 2014 номинация: лучший транссексуальный исполнитель

Nightmoves Award (выбор поклонников)
- 2014 номинация: лучший транссексуальный исполнитель

Tranny Awards
- 2009 Номинация: лучший сайт модели
- 2009 победа: Grooby New Face
- 2010 номинация: лучший исполнитель
- 2010 номинация: лучший сольный сайт
- 2010 номинация: лучшая сайт соло-модели
- 2011 номинация: лучший хардкорный исполнитель
- 2011 номинация: лучшая нетипичная модель
- 2011 номинация: лучшая сцена, Three’s Company[5] (2011)
- 2011 номинация: лучшая сцена, Fuck Me Coach[6] (2011)
- 2011 номинация: лучшая сольная модель
- 2011 номинация: лучший сольный сайт
- 2012 номинация: лучшая хардкорная модель
- 2012 номинация: лучшая сцена, Forbidden Lovers[7] (2012)

XBIZ Award
- 2013 номинация: транссексуальный исполнитель года

## Избранная фильмография
- Rogue Adventures 37 (2011)
- Three’s Company (2011)
- Fuck Me Coach (2011)
- Forbidden Lovers (2012)